# 吉備線
吉備線（日语：／ Kibi sen */?）是日本岡山縣岡山市岡山車站至同縣總社市總社站的西日本旅客鐵道（JR西日本）鐵道路線（地方交通線）。路線名取自古代的吉備國。

## 概要
2016年3月起，賦予路線代碼「U」、代表色桃色和路線暱稱「桃太郎線」，暱稱與正式名稱會同時標示。全線位於IC乘車卡「ICOCA」的岡山、廣島地域的岡山、福山地區，由岡山支社管轄。

## 路線資料
- 管轄（事業類別）：西日本旅客鐵道（第一種鐵道事業者）
- 路線距離（營業距離）：20.4公里
- 軌距：1067毫米
- 站數：10個（包括起終點站）
  - 若只限屬於吉備線的車站，屬於山陽本線的岡山站與屬於伯備線的總社站[3]則為8個。
- 複線路段：沒有（全線單線）
- 電氣化路段：沒有（全線非電氣化（日语：非電化））
- 閉塞方式：自動閉塞式（特殊）
- 運轉指令所（日语：運転指令所）：岡山綜合指令所
- 最高速度：85公里/小時

## 運行形態
吉備線只有普通列車運行，除了全線運行的列車，還有岡山 - 備中高松間區間運行的列車。部份列車直通運行至津山線法界院站。
吉備線的岡山 - 總社間是20.4km，比經由山陽本線・伯備線行駛的26.6km為短，但所花時間則山陽本線・伯備線一方比較少。

## 历史
- 1904年11月15日，中國鐵道吉備線岡山至湛井間開業。
- 1908年4月5日，服部車站開業。
- 1911年5月1， 稻荷（現在的備中高松） 至稻荷山間的稻荷山線開業。
- 1914年2月25日，大安寺車站開業。
- 1916年2月1日，一宮車站改名備前一宮車站。
- 1925年2月17日，總社（現在的東總社）至湛井間廢止，總社至西總社（現在的總社）間開業。
- 1931年2月9日，稻荷車站改名備中高松車站。
- 1944年
  - 1月10日 備中高松至稻荷山間的稻荷山線廢止。
  - 6月1日 中國鐵道的鐵道部門國有化，成為吉備線（中國鐵道現在為巴士事業者中鐵巴士）。而三門車站改名備前三門車站。
- 1959年
  - 10月1日 總社車站改名東總社車站。
  - 11月1日 西總社車站改名總社車站。
- 1968年9月30日，CTC化。
- 1987年4月1日，國鐵分割民營化後由西日本旅客鐵道繼承，貨物營運廢止。
- 1991年4月1日，開始單人運行。
- 2007年夏，全區間可以使用ICOCA（智慧卡）。
- 2024年11月15日，吉備線迎來自1904年開業以來的120周年紀念[4][5]。

## 車站列表
- 所有列車普通列車（停靠所有車站）
- 軌道（全線單線） … ◇、∧：可進行列車交會，｜：不可列車交會
- 所有車站都位於岡山縣內

| 車站編號 | 中文站名 | 日文站名 | 英文站名 | 站間營業距離 | 累計營業距離 | 接續路線 | 軌道 | 所在地      |
| -------- | -------- | -------- | -------- | ------------ | ------------ | --- | ---- | ----------- |
| JR-U01   | 岡山     |          |          | -            | 0.0          | 西日本旅客鐵道： 山陽新幹線、 山陽本線、 赤穗線、 伯備線、 宇野線（宇野港線、 瀨戶大橋線）、 津山線 岡山電氣軌道：東山本線 …岡山站前 | ◇    | 岡山市 北區 |
| JR-U02   | 備前三門 |          |          | 1.9          | 1.9          | | ｜   | 岡山市 北區 |
| JR-U03   | 大安寺   |          |          | 1.4          | 3.3          | | ◇    | 岡山市 北區 |
| JR-U04   | 備前一宮 |          |          | 3.2          | 6.5          | | ｜   | 岡山市 北區 |
| JR-U05   | 吉備津   |          |          | 1.9          | 8.4          | | ◇    | 岡山市 北區 |
| JR-U06   | 備中高松 |          |          | 2.6          | 11.0         | | ◇    | 岡山市 北區 |
| JR-U07   | 足守     |          |          | 2.4          | 13.4         | | ｜   | 岡山市 北區 |
| JR-U08   | 服部     |          |          | 2.8          | 16.2         | | ｜   | 總社市      |
| JR-U09   | 東總社   |          |          | 2.6          | 18.8         | | ◇    | 總社市      |
| JR-U10   | 總社     |          |          | 1.6          | 20.4         | 西日本旅客鐵道： 伯備線 井原鐵道：井原線                                                                                             | ∧    | 總社市      |

1. 1 2  赤穗線的正式終點是山陽本線東岡山站，伯備線的正式起點是山陽本線倉敷站，旅客列車兩線都直通至岡山站

### 廢除路段
（）內是起點起計的營業距離。

#### 東總社站－湛井站
1925年廢除
東總社站（0.00公里）－湛井站（2.74公里）
- 湛井站是開通時的終點，在高梁川岸邊，與高梁川水運形成交會。

#### 稻荷山線
1944年廢除（舊、中國鐵道稻荷山線）
備中高松站（0.0公里）－平山停留場（約1.5公里）－稻荷山站（2.4公里）
- 終點稻荷山站可以徒步轉乘中國稻荷山鋼索鐵道。當初只有此路線是762毫米軌距，當中為了與吉備線直通而改軌成1067毫米。
- 國有化時吉備線有一部分廢除。廢線跡的一部分路段成為吉備高原自行車道。

### 廢站
- 常昌院池塘前臨時停留場：1937年廢除、吉備津站－備中高松站間（岡山站起計約9.7公里）

## 將來展望
西日本旅客鐵道表示將來計劃把吉備線改建為有軌電車（LRT）。吉備線於岡山市内行走，改建之後車站數增加，可望增加乘客量。另計劃與岡山電氣軌道相互直通運行。

## 關連項目
- 日本鐵路線列表